# Жизнь (фильм, 2016)
«Жизнь» (фр. Une Vie) — французско-бельгийский драматический фильм, снятый Стефаном Бризе по одноименному роману Ги де Мопассана. Мировая премьера ленты состоялась 6 сентября 2016 года на Венецианском кинофестивале. Фильм рассказывает о наивной 17-летней девушке Жанне, которая выходит замуж за обедневшего дворянина Жульена, которому нужны только её деньги.

## В ролях
- Жюдит Шемла — Жанна дю Пертюи де Во
- Иоланда Моро — Аделаида Пертюи де Во
- Жан-Пьер Дарруссен — Ле Пертюи де Во
- Сванн Арло — Жюльен де Ламар

## Признание
| 2016 | Венецианский кинофестиваль | «Золотой лев» за лучший фильм | «Жизнь» |